# Bastu

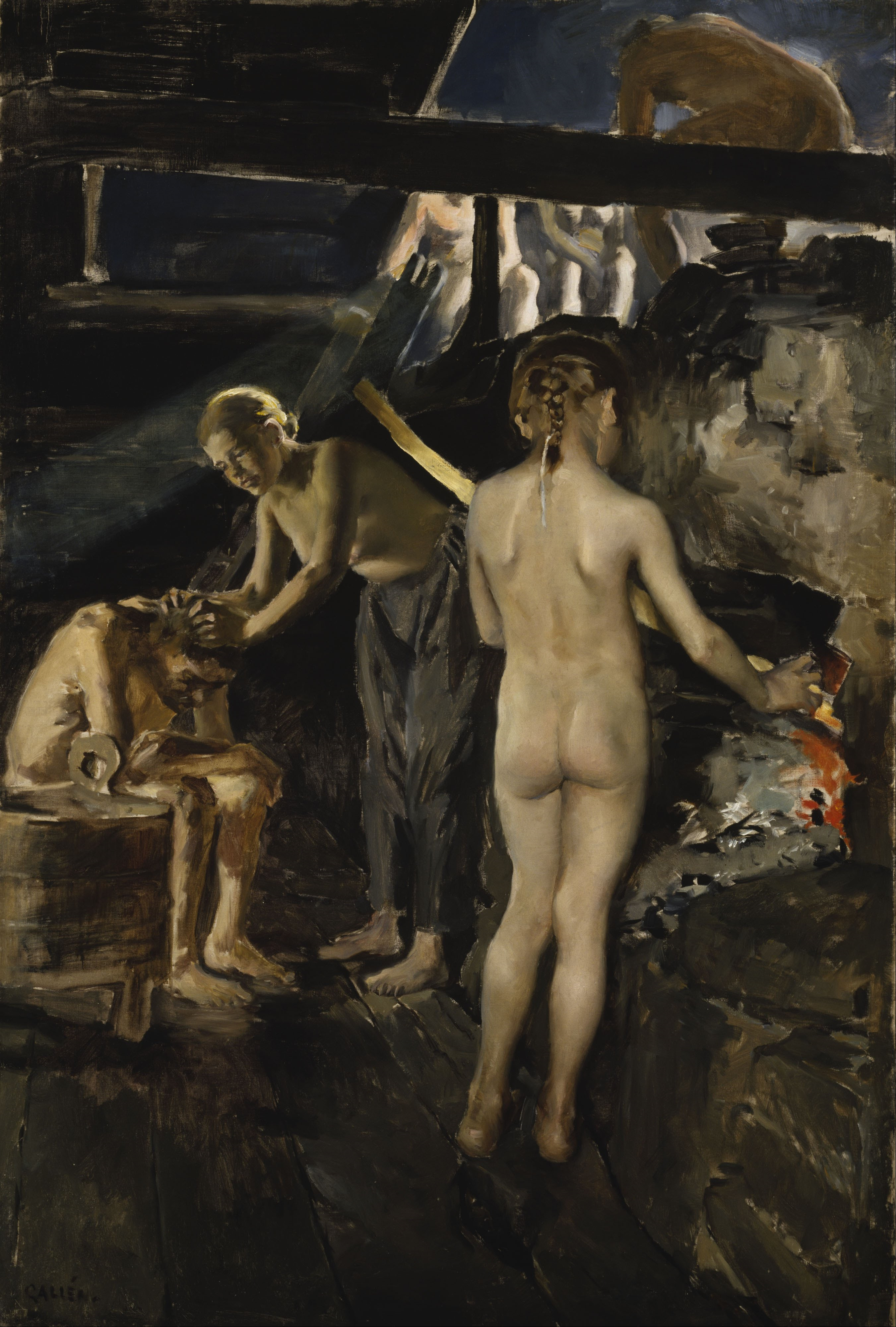
Akseli Gallen-Kallelas målning Badstuga från 1889.

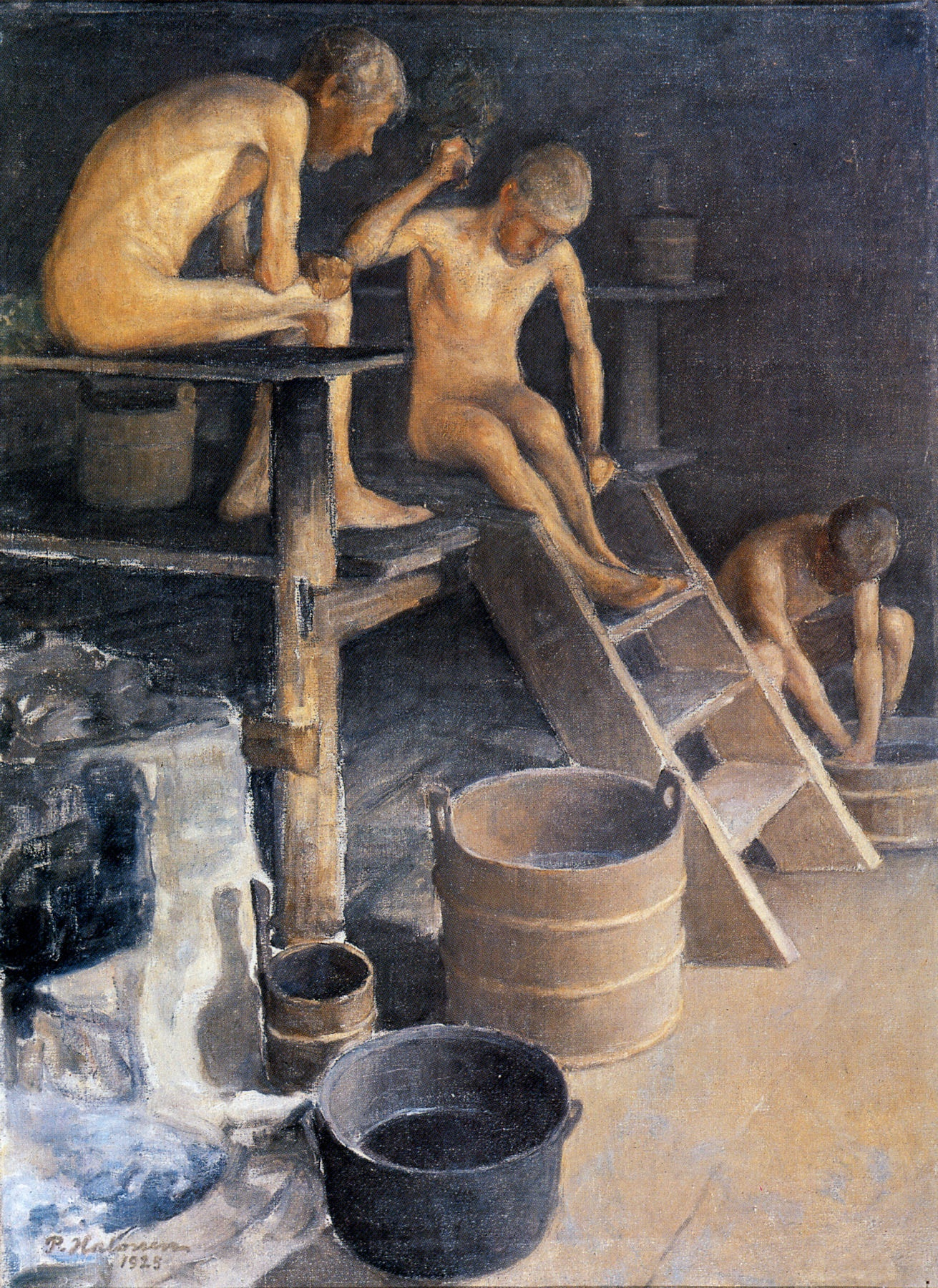
Bastubad. Han i mitten använder en bastukvast. Pekka Halonen 1925.

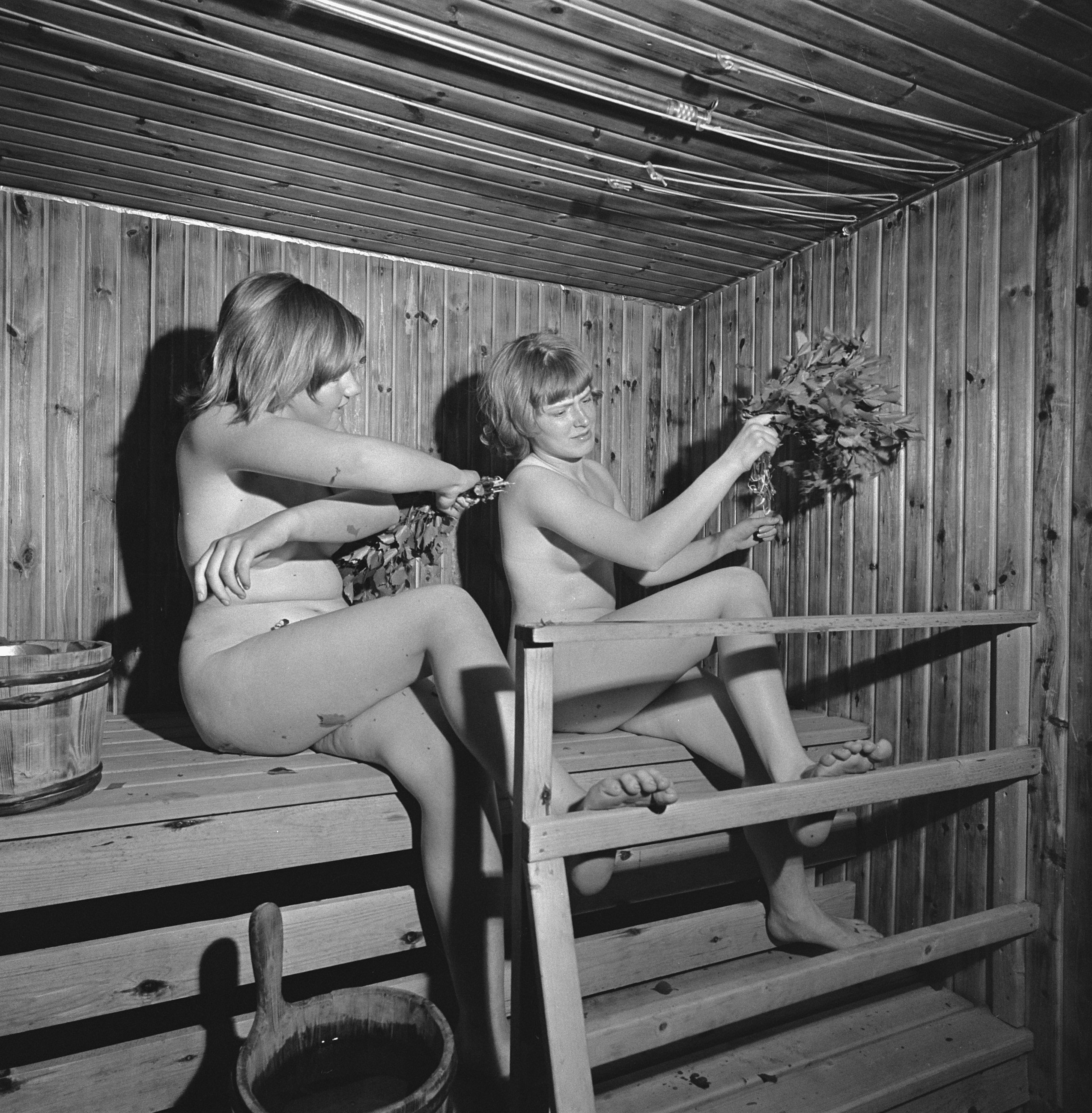
Traditionell finsk bastu, 1967. Numera har plasthinkar oftast ersatt dem av trä och bastukvast används mer sällan, men scenen kunde vara från 2000-talet.

Bastu (sammandragning av badstuga) eller kölna är ett till hög temperatur uppvärmt rum eller mindre byggnad som används för bad. Traditionellt har bastun även använts för torkning av malt, säd och lin, och för torkning och rökning av fisk och kött.. Det finska ordet för bastu, sauna, har fått ge namn till bastu i de flesta delar av världen.
I Finland har tältbastur troligen förekommit i 10 000 år. Bastutradition är även vanligt i bland annat andra delar av norra Europa, i USA och i Japan.
Bastubad var vida utbrett i Mellan- och Nordeuropa under medeltiden. Under den tiden var det vanligt med offentliga bastuinrättningar i städerna. De förbjöds oftast senare, under 1500- och 1600-talen.
Tammerfors, Finlands tredje största stad, har officiellt utnämnts till "världens bastuhuvudstad". I Finland finns uppskattningsvis omkring 3,3 miljoner bastur (2020). I Sverige finns uppskattningsvis omkring 300 000 bastur (2013).

## Etymologi
Orden bad och stuga bildar det sammansatta badstuga och det avkortade bastu.
Badh är fornsvenska, bað isländska och fornsaxiska. Ordet bad förekommer i svenskan, norskan, danskan och fornhögtyskan.
Betydelsen är badda, värma, och har mer med värme än väta att skaffa - även om betydelsen har förskjutits genom seklerna. Därför är både bastu, ria, brydestua, pörte, tôrkstu och kölna i första hand små, fristående byggnader som används för torkning. I fornsvenskan fanns ordet lögh för att beskriva det våta tvättandet, varför att bada vått hette att lögha sig (idag löga).
I orden vattenbad, torrbastu och rökbastu avses uppvärmning, i kallbad och havsbad avses nedsänkning i vatten.

## Historia
Bastubad i dess olika former förekommer över hela världen och i olika epoker, utan att ha ett enda särskilt ursprung. I Sardinien har man återfunnit rester av byggnader från sen bronsålder (1100-900 f.Kr.), som antas vara en typ av bastu: små runda rum med bänkar och bassänger för bad. I det antika Grekland, 700-300 f.Kr., förekom badhus av marmor, med särskilda svettrum som hettades upp, och även i romarrikets badinrättningar fanns det s.k. caldarium som värmdes upp med golvvärmesystem. Svettbad har även förekommit bland Australiens aboriginer, liksom i Sudan, där det ännu förekommer dukhan, en slags ört- och ångbad som praktiserad företrädesvis av kvinnor. Liknande traditioner har också förekommit i Centralamerika, såsom aztekiska temascal, i koreanska hanjeungso eller hanjeungmak, och hos inuiterna genom maqii, som alla utgör exempel på varma ångbad.
Den nordeuropeiska bastuns historia är svår att följa, men senast 2000 f.Kr. ska denna sedvänja ha funnits hos finsk-ugriska folk, liksom hos östslaver och balter. Den tidigaste varianten av bastu i Finland lär ha varit jordsaunan, en grävd grop i en sluttning som täcktes över för eldning och uppvärmning likt en rökbastu. De tidigaste spåren av bastuliknande konstruktioner i Norden har återfunnits i Sverige, på Helgö där man har hittat rester efter en byggnad som antas ha varit någon slags badstuga. Till Sverige kom seden troligen från Finland, Ryssland eller Estland, men det kan också ha förekommit influenser från övriga Europa.

## Bastubad
Bastubad innebär att de som badar sitter i den uppvärmda bastun tills de börjar svettas och därigenom öppnar porerna. Under badets gång kan luftfuktigheten ökas genom att man kastar en skopa vatten på bastuugnens stenar (i ångbastu åstadkoms istället förändringar i luftfuktighet och temperatur genom att ånga hettas upp till önskad temperatur).
Bastubadet följs ofta av snabb nedkylning i vatten. Snabb nedkylning förseglar värmen i kroppen och man kan därefter vistas i kyla längre. I den finska traditionen ingår också att man stimulerar blodcirkulationen genom att slå sig själv och varandra med bastukvastar, ruskor av färskt björkris som hålls i en hink med vatten för att inte torka i bastuvärmen. Bastukvastar kan också torkas eller frysas för användning under de årstider då färskt björkris inte finns tillgängligt; torkade bastukvastar bör få ligga i vatten innan användning.

### Torr och fuktig bastu
I regel medför uppvärmning torrare luft (då den relativa fuktigheten minskar). Då man kastar bad ökar luftfuktigheten, varvid torr luft i en traditionell bastu sällan blir ett problem. Bad kastas i första hand för att bastun skall kännas hetare: ångan överför värme från stenarna, men därtill upplevs fuktig luft som hetare. Om bastun redan är för het för att man skall vilja kasta bad, men känns torr, kan man istället för att kasta bad stänka vatten på träväggarna.
I bastulokaler där man inte kastar bad har man ibland en plåtränna med vatten i anslutning till aggregatet.
I torrbastu, där man inte ökar luftfuktigheten blir luften torr. Temperaturen kan då var högre än i en bastu med fuktig luft, då torr luft inte upplevs lika het.

## Finsk bastu

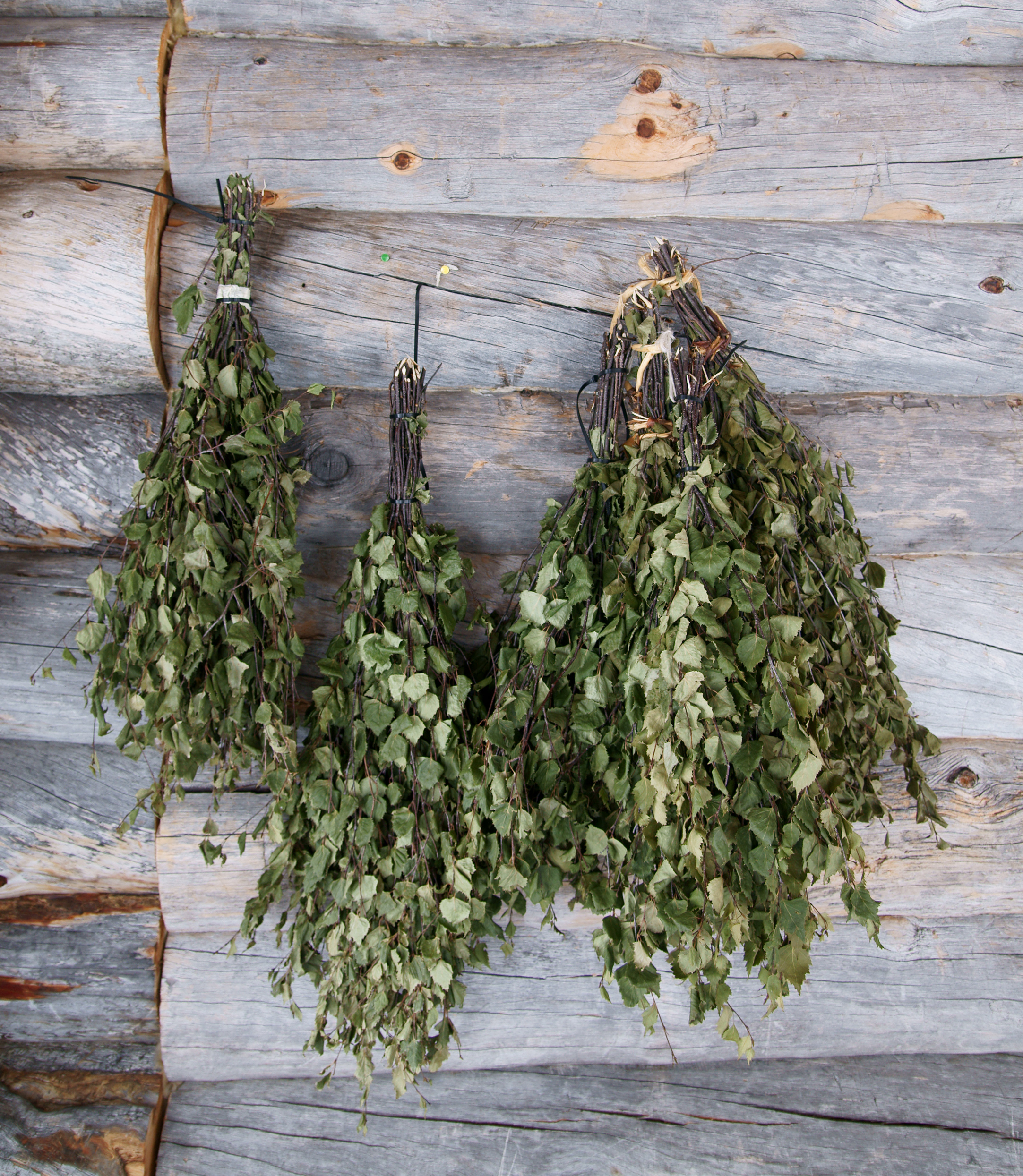
Bastukvastar. Helst används de färska, men de kan också torkas för att blötas upp och användas då kvistar med löv inte finns tillgängliga. Två av bastukvastarna till höger på bilden är bundna på traditionellt sätt, med vridna vidjor.

Bastubad (på finska saunominen) har en lång tradition i Finland, och "sauna" (bastu) är det finska språkets största lånord i andra språk. Även vepser, kareler, ester och ryssar har varit flitiga bastubadare. Vissa av Nordamerikas indianstammar samt turkarna har bastutraditioner, som dock skiljer sig från de finsk-ryska. Förr, innan sjukhusen blev vanliga (och även långt efter det) var det i bastun som livet började och slutade. Barnen föddes i bastun, och här tvättades även de döda. Bastun var den renaste platsen i hemmet, och den som också erbjöd avskildhet.
I en finsk bastu för allmänt bruk ligger temperaturen i regel mellan 60 och 100 grader Celsius, då man badar privat oftast mellan 70 och 110 grader. När man kastar bad (finska: heittää löylyä), alltså kastar en skvätt vatten på bastuugnens (aggregatets) stenar, uppstår ånga som ökar fuktigheten och för värme från stenarna till bastuutrymmet. Man använder sig även av bastukvastar (finska vihta eller vasta): björkris som bundits till en ruska. Bastukvasten skall ligga i blöt en liten stund i varmt vatten innan den används. Man kan även värma den på bastuugnens stenar vilket sprider en behaglig doft, och hjälper en kvast som torkats att dra i sig väta. Med den varma blötlagda bastukvasten slår man sig själv eller andra bastubadare. Ruskan kan doppas i varmt vatten då och då för att inte klibba fast på kroppen lika lätt. "Klatschandet" fungerar som massage och stimulerar blodcirkulationen. Vanligen badar man i några omgångar och svalkar sig däremellan ett tag utomhus, eventuellt genom dopp, simtur eller till och med genom att rulla sig i snö eller doppa sig i en vak på vintern.
Enligt finsk tradition plockas den första björkruskan på midsommaren. Denna tidpunkt var lämplig när bönder hade ledig tid mellan sådd och skörd. Ur kvalitetssynpunkt bör basturuskan dock göras först när löven vuxit färdigt för att hålla längre. Juli–augusti är den bästa perioden för att göra en. Basturuskan kan bindas strax innan bastubadandet eller förvaras torkad eller infryst långa tider så att den kan användas vid annan tid på året. 
Tidigare var allmänna bastur vanliga i städerna. Numera förekommer sådana närmast i simhallar, som i Finland alltid har bastu. Också de för fastigheter gemensamma bastuna har blivit ovanligare, då nästan alla nya lägenheter i slutet av 1900-talet försågs med egen bastu. En del nya allmänna bastur har dock byggts, såsom Löyly och Allas i Helsingfors.
I december 2020 klassade Unesco bastubadandet i Finland som kulturarv.

## Rökbastu
Huvudartikel: Rökbastu
Rökbastun (finska: savusauna) saknar skorsten och värms upp av en förhållandevis stor vedeldad bastuugn som eldas flera timmar i förväg varefter röken vädras ut. Rökbastun är den ursprungligaste bastukonstruktionen.

## Aufguss
Aufguss är en tysk bastukultur som letat sig in i Sverige under senare tid. Ordet betyder ungefär "hälla på" och tillvägagångssättet liknar det i en vanlig bastu, med skillnaden att man i en Aufguss har en bastuvärd som använder en handduk för att vifta ner värmen och sprida doften av de olika aromer som används. En vanlig sittning brukar vara mellan 5 och 15 minuter och har ofta olika teman. Mjukgörande honung, eller peelande salt är inte ovanliga produkter som används för att uppnå diverse effekter.

## Bastu i Sverige

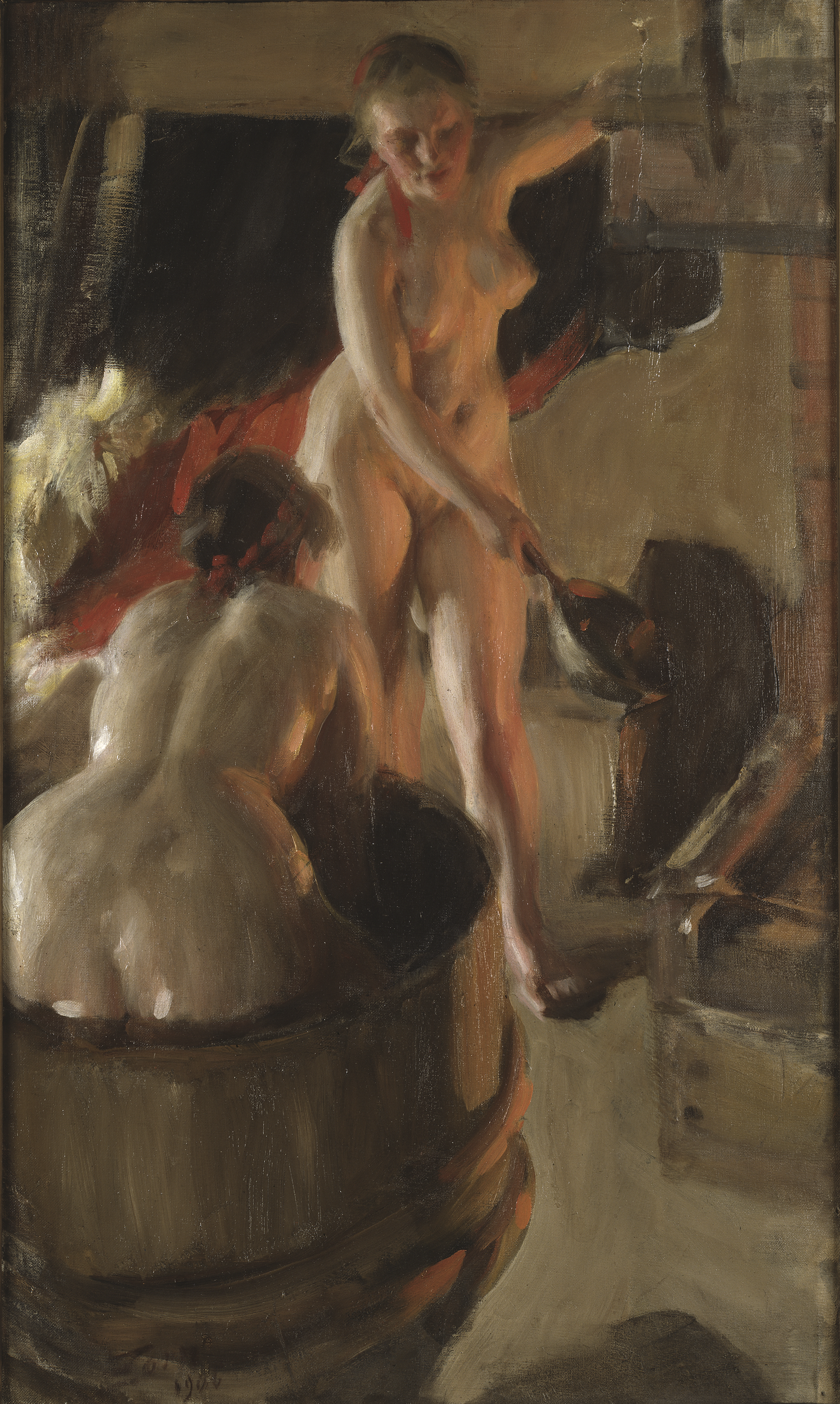
Badande kullor av Anders Zorn 1906.

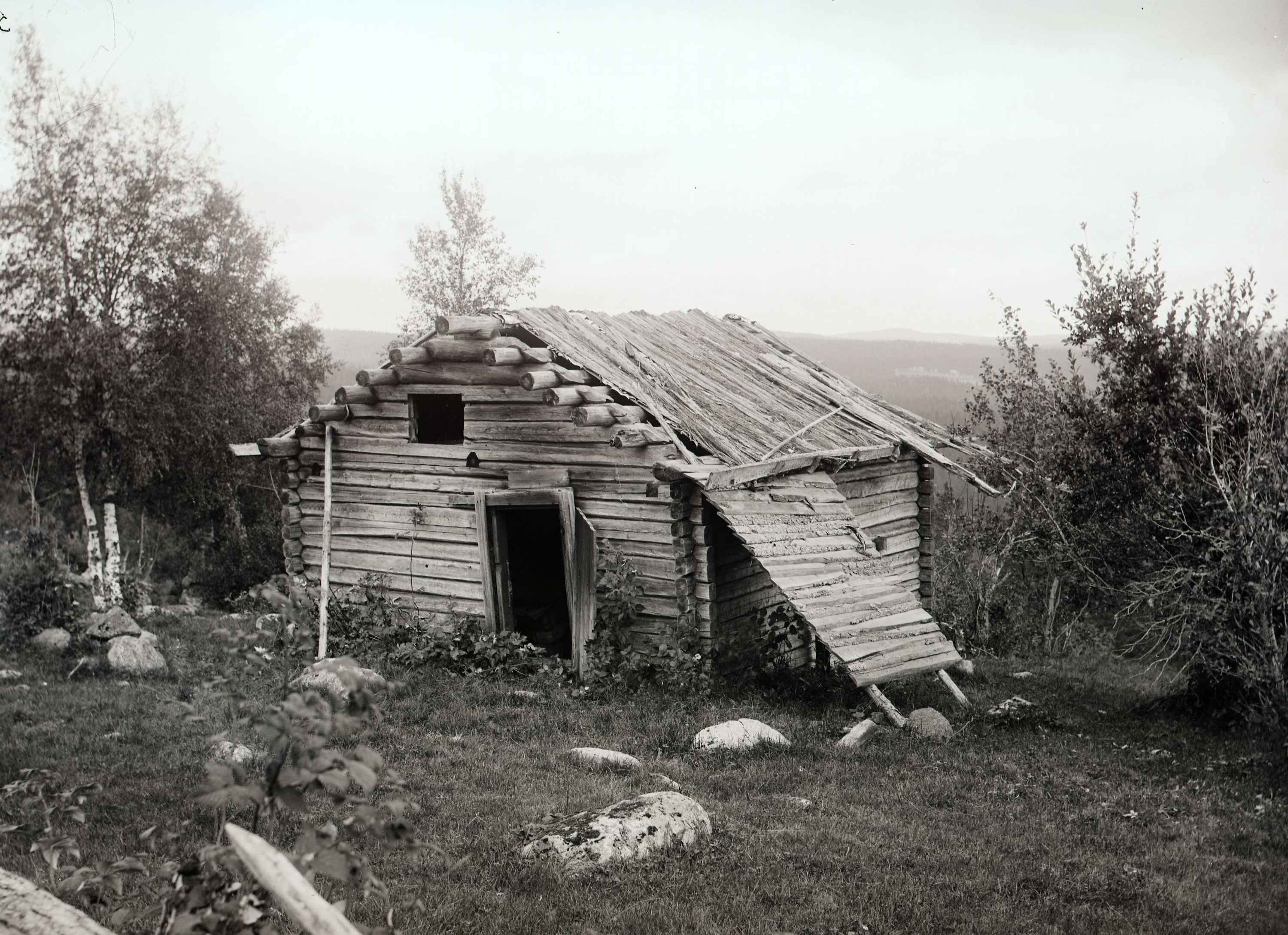
Badstuga i Simola, Åskogsberg, Östmarks socken i Värmland, tidigt 1900-tal.

Hos allmogen i Sverige användes bastun endast undantagsvis för bad under 1700- och 1800-talen och då främst till julbadet, som i senare tid inte var något ångbad. I stället användes bastun främst för torkning av lin (främst i södra Sverige), säd (mest i norra Sverige) eller malt i samband med ölbryggning. I Östsverige användes bastun som rök.
I samband med provinsialläkareföreningens bildande 1881 kom provinsialläkarna att göra bad och då framförallt bastubad till sin fråga. Under 40 år fram till riksdagsbeslutet 1918 och bildandet av den Svenska Föreningen för Folkbad drev man frågan i riksdag och regering men såg även till att befolkningen utbildades i personlig hygien. Man riktade sig främst till det egna skrået, lärare, kvinnor och barn. Detta resulterade i att bastubad kom att bli lösningen för folkbadsfrågan på den svenska landsbygden likaväl som att barnen utbildades i personlig hygien i skolan genom så kallade skolbad. Sammanlagt kom cirka 10 000 offentliga badstugor att byggas i Sverige under perioden 1900–1949.
Tre typer av bastu har förekommit i Sverige: envåningsbastun med en ugn utan rökgång murad på golvet med uppbyggda lavar runtom, tvåvåningsbastun, med ugnen placerad i bottenvåningen och lavarna på övervåningen, samt loftbastun, vanlig främst på Gotland, där eldstaden var placerad i bottenvåningen av smedjan/brygghuset och sedan via en rökgång ledde upp röken i en murad låda uppe på loftet. I lådan placerades de material som skulle torkas.
Bastuns benämning har varierat med hur den använts. Ordet bastu har förekommit i hela Sverige, utom i södra Skåne, Bohuslän, Dalsland samt större delen av Västergötland. I Skåne kallades den istället vanligen brydestuga. Benämningen malttorka förekom i Skåne samt delar av Halland, Blekinge och Småland. I Södermanland kallades den pörte, i Närke, Västmanland och Dalarna torkstuga, samt i Västsverige kölna.
Ångbad, så kallad "finsk bastu" hade i äldre tid en viss spridning i Sverige. Efter en nedgångsperiod från 1600‑talet till 1800‑talet blev ångbastu ovanligt eller okänt inom Sveriges nuvarande gränser utom i finsktalande Norrbottens län och finnmarker i Värmland och Dalarna. En berömd skildring av svenskt bastubad är Samuel Ödmanns skildring av julbad i 1700‑talets Värend i Småland, men den badtraditionen var ett undantag och en relikt från ett tidigare skede.
Under 1900-talet har den finska bastutraditionen åter fått fäste i Sverige. Vägröjare var Jan Ottosson på 1920‑ och 1930‑talen, och Ludvig Nordström med boken Lort-Sverige från 1938. Ottossons och Nordströms arbete ledde till att bastubyggandet tog fart på landsbygden i Sverige. Tillsammans med bastun skulle det också finnas en tvättstuga. På Gotland finns det anläggningar kvar från den här tiden och dessa har i viss mån utvecklas till ny en umgängesform, den så kallade sockenbastun.

## Hälsoeffekter
Generellt har bastubad hälsofrämjande effekter. Särskilt påverkas kroppens cirkulationssystem. Hypertoni, ischemisk hjärtsjukdom, hjärtsvikt, demens och vissa lungsjukdomar kan enligt studier fördröjas eller förbättras med hjälp av regelbundet bastubadande.
Att bada bastu två gånger per vecka i tre månader leder hos män till försämrad spermatogenes och spermiekvalitet, en effekt som kvarstår upp till flera månader efter bastubadet.

## Byggnadssätt
Bastur kan vara fristående byggnader men ingår ofta i en annan byggnad.

### Fristående
- fristående byggnad, som ofta inkluderar en bastukammare, som kan användas som omklädningsrum och för samvaro efter badet, men ofta också som gästrum
- bastuflotte, eller flytbastu, där bastun är placerad på en i vattnet flytande flotte

### Inbyggda
- "lägenhetsbastu" är oftast ett rum i anslutning till lägenhetens dusch/badrum, som värms upp av ett eldrivet bastuaggregat eller infrabastusystem
- för fastigheten gemensam bastu, oftast med eldrivet bastuaggregat eller infrabastusystem
- bastu i anslutning till offentliga bad

Det har forskats relativt lite kring bastu och bastubadning i Sverige, men i Finland finns en hel del dokumentation om hur man bygger en bastu på ett bra och fuktsäkert sätt. Ett exempel är de finska RT-korten RT 91-10468 Konstruktion, RT 91-10440 Inredning och RT 91-10480 Ventilation. Dessa finns samlade i en engelsk översättning i boken "Finnish Sauna. Design, Construction and Maintenance" (ISBN 951-682-318-1). Även på webben finns en hel del publicerat.

## Uppvärmningssätt
- Rökbastu, vilken saknar skorsten och värms upp av en förhållandevis stor vedeldad bastuugn som eldas långt i förväg, varefter röken vädras ut
- Bastu med skorsten, vilken ändå eldas en längre tid innan bastubadet men inte under det. Traditionellt leddes röken mellan bastuugnens stenar också här, varför man skulle kasta bad efter att elden brunnit färdigt och därefter vädra bastun innan badet kunde börja.
- Modern vedbastu, vilken har skorsten och där eld och rök inte kommer i kontakt med stenarna. Bastun eldas en knapp timme i förväg och under badsejouren, man klarar sig då med en mindre mängd stenar.
- Elbastu, som värms av ett eldrivet bastuaggregat
- Infrabastu, värmare placerade i väggar och tak som producerar infraröd strålningsvärme för att värma kroppen inne i bastun

Vanligen används ved eller elektricitet, men det finns även bastuaggregat drivna med t.ex. flytgas.
För vedeldade bastur är ved av björk det eldningsmaterial som är mest uppskattat eftersom denna ved dels har ett högt bränslevärde, dels anses ge den mest angenäma rökdoften.
Enligt en annan skola är ved av al lämpligast, framför allt för rökbastu. Al minskar mängden befintligt sot på stenarna.
Bastuugnen skall ha stenar över delarna som direkt hettas upp. När bastuugnen eldas eller elaggregatet är påslaget hettas stenarna upp och binder värmen. Det är vanligt att man "kastar bad": häller vatten över stenarna på aggregatet. Vattnet förångas då mot de heta stenarna. Detta gör att det blir fuktigare i bastun. Det kommer att kännas hetare, både på grund av den ökade fukten och på grund av att den värme ångan bundit frigörs.

## Föreningar
Det förekommer föreningar som organiserar gemensamma bastubad och umgås. En del sådana föreningar har en samägd bastu, grannar emellan eller med medlemmar spridda över större områden. Ofta har föreningar för vinterbad en bastu vid lämplig strand.

## Bilder

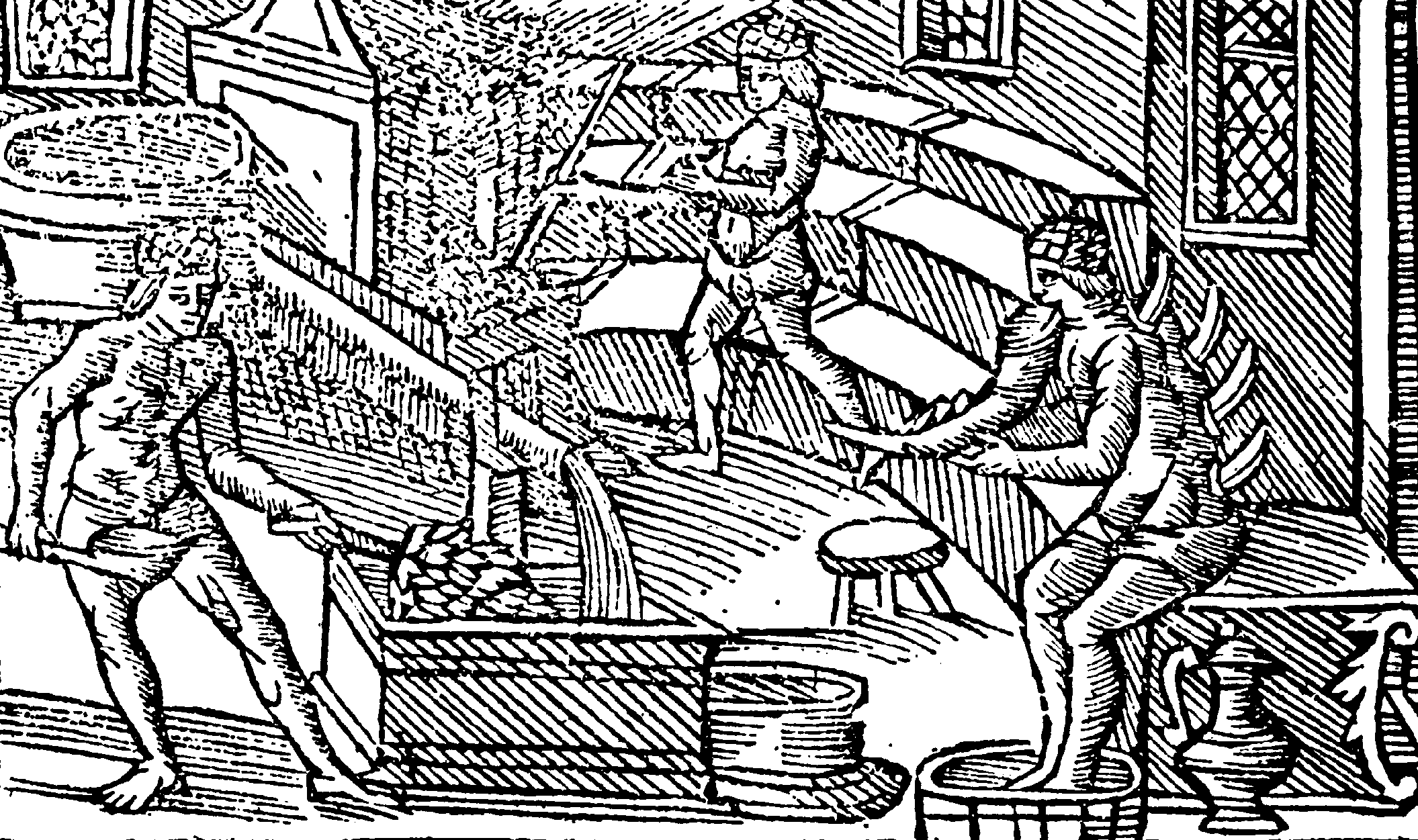
Nordisk bastu. Ur Olaus Magnus' Historia de gentibus septentrionalibus, ("Historia om de nordiska folken") från 1555.
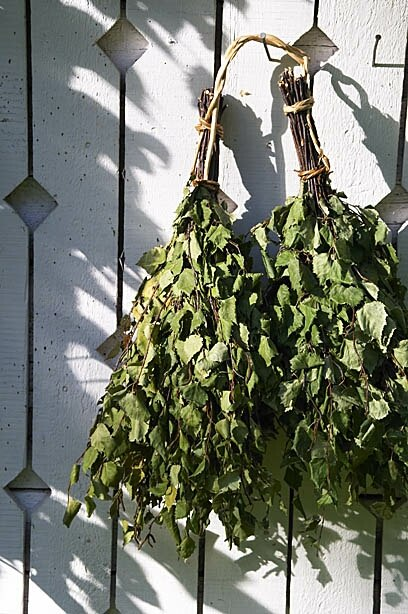
Bastukvastar.
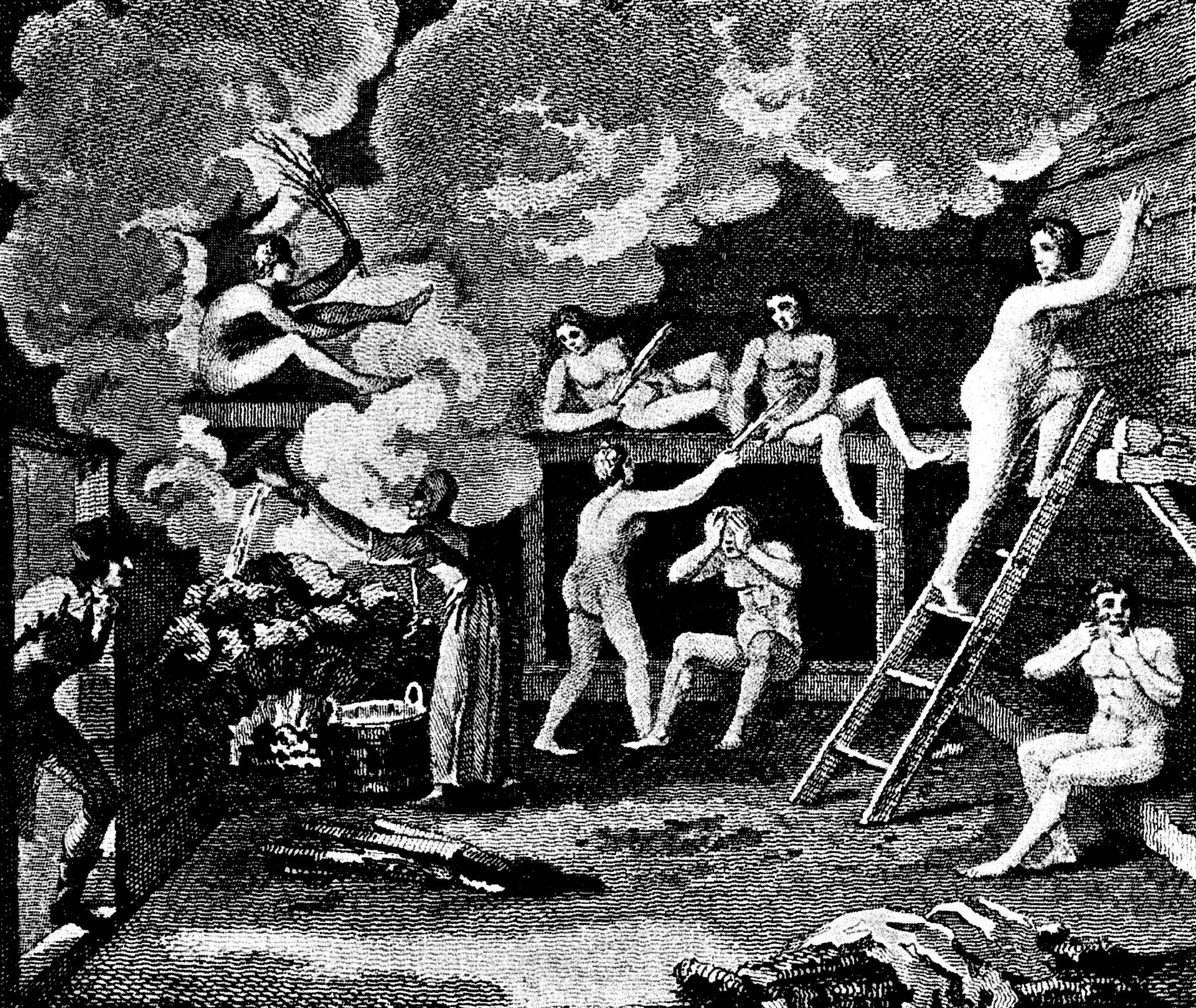
En bastu, efter illustration i Acerbis "Travels" (tr. 1802).
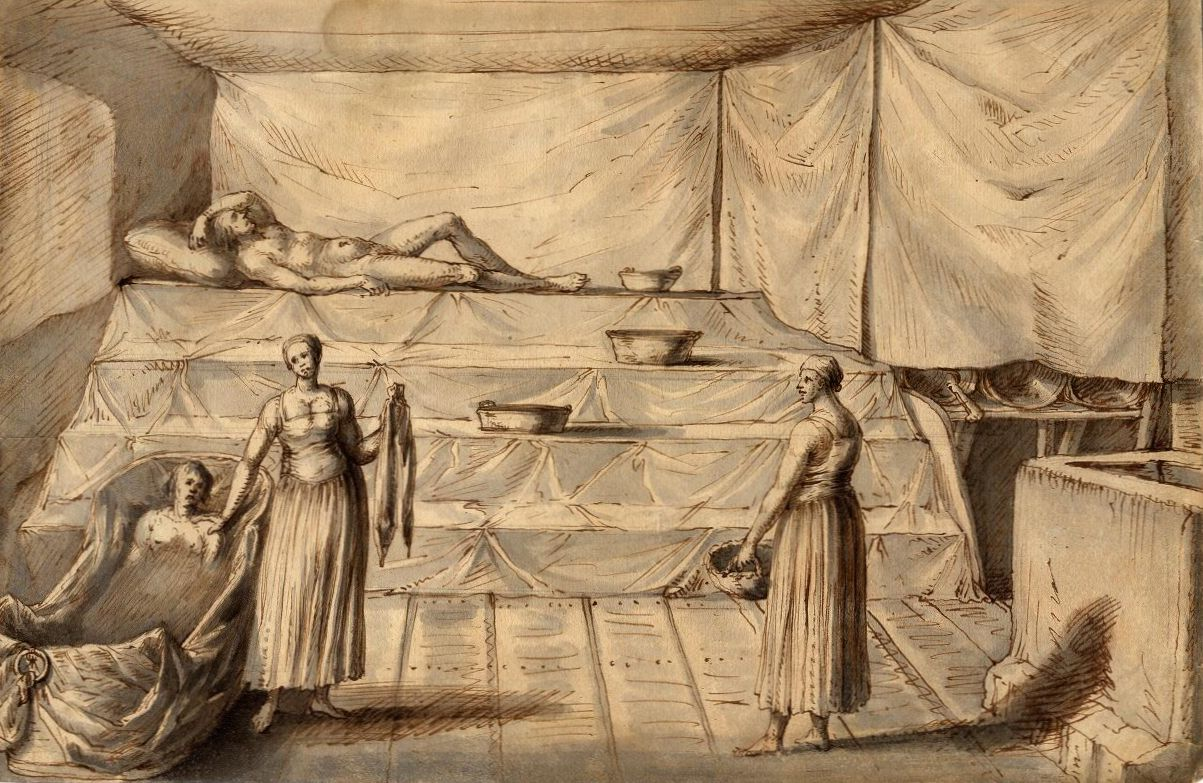
Svensk bastu. Ur Lorenzo Magalottis reseanteckningar från Sverige (1674, manuskript i Florens).
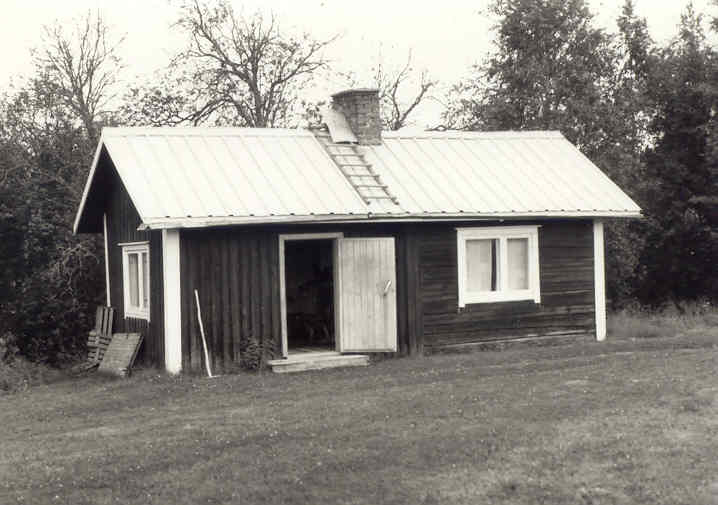
En bastubyggnad i svenska Österbotten, Finland.